# 42 Komenda Odcinka Czarny Dunajec
42 Komenda Odcinka Czarny Dunajec – samodzielny pododdział Wojsk Ochrony Pogranicza.

## Formowanie i zmiany organizacyjne
42 Komenda Odcinka sformowana została w 1945 w strukturze 9 Oddziału Ochrony Pogranicza. Służbę graniczną komendantura w Jabłonce objęła 2 listopada 1945. We wrześniu 1946 odcinek wszedł w skład Krakowskiego Oddziału WOP nr 9, a sztab komendy przeniesiono z Jabłonki do Czarnego Dunajca W 1948, na bazie 42 Komendy Odcinka sformowano Samodzielny Batalion Ochrony Pogranicza nr 55.

## Działania zbrojne
1 października 1946 żołnierze 42 komendy i grupa operacyjna KBW z Zakopanego stoczyli walkę z oddziałem „Ognia” w Kościelisku. Jeden partyzant zginął a 4 ujęto. Pozostał rozproszyli się w lesie.

## Struktura organizacyjna
Dyslokacja 42 Komendy Odcinka przedstawiała się następująco :
- komendantura odcinka i pododdziały sztabowe – Chochołów; Jabłonka[7]:
- 190 strażnica - Chochołów[7]:
- 191 strażnica – Chyżne
- 192 strażnica – Winiarczykówka, Lipnica Wielka[7]:
- 193 strażnica – Przywarówka[7]
- 194 strażnica Widły - Czatoza - Zawoja[7].